# Тимарски партизански одред
Тимарски народноослободилачки партизански (НОП) одред је био партизанска јединица у саставу Народноослободилачке војске и партизанских одреда Југославије током Другог светског рата у Босни и Херцеговини.

## Историјат
Формиран је по наређењу Штаба 4. ударне дивизије НОВЈ 15. маја 1944. на подручју Тимара (крај југоисточно од Приједора) иако су припреме за његово формирање почеле у другој половини априла исте године. У састав Одреда ушло је по двадесет бораца из 6. и 11. крајишке бригаде и једна чета Козарског НОП одреда. Петнаестог јула у састав Одреда ушла је и у међувремену формирана Муслиманска чета из рејона Козарца. Одред је вршио нападе на железничку пругу Приједор—Бања Лука, чистио терен од мањих четничких група и разоружавао муслиманске милицијске посаде. Одред је 28. јула 1944. укључен у Групу козарских НОП одреда, у чијем саставу учествује у ослобађању Приједора 7/8. септембра 1944, а потом и у другој бањалучкој операцији. У току те операције нарастао је на преко 600 бораца. Наредбом Штаба 5. корпуса НОВ од 2. октобра 1944. Козарачки (Муслимански) батаљон упућен је у састав 8. крајишке бригаде као њен 5. батаљон, а остатак Одреда подељен је на два дела, од којих је први ушао као 4. батаљон у састав 15. крајишке бригаде, а од другог образован нови Одред састава две чете. Десет дана касније, 12. октобра 1944, Одред је ушао у састав 20. крајишке бригаде.